# Glenea damalis
Glenea damalis là một loài bọ cánh cứng trong họ Cerambycidae.